# Coccoloba pyrifolia
Coccoloba pyrifolia är en slideväxtart som beskrevs av René Louiche Desfontaines. Coccoloba pyrifolia ingår i släktet Coccoloba och familjen slideväxter. Inga underarter finns listade i Catalogue of Life.